# 劉景 (城陽王)
劉 景（りゅう けい）は、紀元前1世紀、古代中国の前漢時代の城陽王である。生年不明、没年は鴻嘉2年（紀元前19年）。死後孝王（こうおう）と諡された。
父は城陽王の戴王劉恢。子に劉雲と劉欽がいた。
劉景は父の死後、永光元年（紀元前43年）に城陽王を嗣いだ。24年後の鴻嘉2年（紀元前19年）に死に、子の劉雲が後を嗣いだ。